# Forcipiger
Forcipiger Jordan & McGregor, 1898 è un genere di pesci d'acqua salata, appartenenti alla famiglia Chaetodontidae.

## Descrizione
Le dimensioni variano dai 17 ai 22 cm, secondo la specie.

## Specie
Il genere comprende 3 specie:
- Forcipiger flavissimus
- Forcipiger longirostris
- Forcipiger wanai